# Aleksandr Bajenov
Aleksandr Iúrievitx Bajenov (en rus Александр Юрьевич Баженов) (Komsomolsk, 26 d'abril de 1981) va ser un ciclista rus, professional del 2004 al 2006. Del seu palmarès destaca el Campionat nacional en ruta.

## Palmarès
- 1999
  - 1r al Giro di Basilicata
- 2002
  -  Campió de Rússia en ruta sub-23
  - 1r al Trofeu Rigoberto Lamonica
- 2003
  -  Campió de Rússia en ruta
  - 1r al Trofeu Banca Popolare di Vicenza
  - 1r al Giro del Belvedere
  - 1r al Triptyque des Barrages i vencedor d'una etapa